# Front patriotique
Front Patriotyczny (fr. Front patriotique) – kongijska partia polityczna, w latach 2016–2022 wchodziła w skład rządu Kongijskiej Partii Pracy.

## Historia
Partia została założona 27 grudnia 2015 roku przez Destinée Doukagę, która została jej przewodniczącą. W kwietniu 2016 roku Doukaga została powołana w skład rządu jako ministra ds. Młodzieży i Edukacji Obywatelskiej. W wyborach parlamentarnych w 2017 roku partia wprowadziła jednego deputowanego do Zgromadzenia Narodowego i jednego senatora. W 2021 roku Doukaga ponownie weszła w skład rządu, została powołana na stanowisko ministra turystyki i rekreacji. W wyborach do Zgromadzenia Narodowego w 2022 roku Doukaga kandydowała z list Kongijskiej Partii Pracy. Po wyborach partia nie weszła w skład rządu.

## Program
Partia określa się jako centrum o ideałach nacjonalistyczno-liberalnych.